# رنک
شهر رنک  در رنتل (ولکره) در کانتون سنت گالن در کشور سوئیس واقع شده‌است که ۳٬۲۰۰ نفر جمعیت دارد.